# ハリス・ハンコック
ハリス・ハンコック (英語: Harris Hancock; 1867年5月14日 - 1944年3月19日)とはシンシナティ大学の数学博士である。代数的整数論を中心分野としていた。彼は競走馬生産者のアーサー・ハンコックの兄である。

## 生涯
ハリス・ハンコックは1867年5月14日に家族の邸宅があったバージニア州アルベマール郡にあるEllerslieにて生まれる。1886年にバージニア大学の数学科を卒業。1888年にジョンズ・ホプキンス大学から学士号を取得した後、1894年にベルリン大学から修士号及びPhDを取得し、1901年にパリ大学から博士号を取得。
1907年9月30日にベル・ライマン・クレイと結婚し、2人の間に子供が2人生まれる。
ハリス・ハンコックはEllerslieにて1944年3月19日に死亡。

### 論文
- Hancock, Harris (1918). “Remarks on elliptic integrals”. Bulletin of the American Mathematical Society 24 (10):  487–489. doi:10.1090/S0002-9904-1918-03118-2. ISSN 0002-9904.
- Hancock, Harris (1919). “On the evaluation of the elliptic transcendence {\displaystyle \eta _{2}} and {\displaystyle \eta '_{2}}”. Bulletin of the American Mathematical Society 25 (4):  150–158. doi:10.1090/S0002-9904-1919-03168-1. ISSN 0002-9904.

### 著書
- Hancock, Harris (1904), Lectures on the calculus of variations, Cincinnati University Press
- Hancock, Harris (1910), Lectures on the theory of elliptic functions, John Wiley and Sons  Reprinted by Dover Publications, Inc., New York 1958
- Hancock, Harris (1917), Elliptic integrals, John Wiley and Sons[3]  Reprinted by Dover Publications, Inc., New York 1958
- Hancock, Harris (1917), Theory of maxima and minima, Ginn, MR0114884[4] Reprinted by Dover Publications, Inc., New York 1960
- Hancock, Harris (1931), Foundations of the theory of algebraic numbers, I and II, Macmillan[5] Reprinted by Dover Publications, Inc., New York 1964
- Hancock, Harris (1939), Development of the Minkowski geometry of numbers, Macmillan, ISBN 978-0486446462[6] Reprinted by Dover Publications, Inc., New York 1964, 2005